# كين راي
كين راي (بالإنجليزية: Ken Ray)‏ هو لاعب كرة قاعدة أمريكي، ولد في 27 نوفمبر 1974 في أتلانتا في الولايات المتحدة.

## وصلات خارجية
- كين راي على موقع دوري كرة القاعدة الرئيسي (الإنجليزية)
- كين راي على موقع الدوري الياباني لكرة القاعدة (الإنجليزية)
- كين راي على موقع دوري كوريا الجنوبية لكرة القاعدة (الإنجليزية)
- كين راي على موقعبيزبول رفرنس.كوم (الدوري الرئيسي) (الإنجليزية)
- كين راي على موقعبيزبول رفرنس.كوم (الدوري الثانوي) (الإنجليزية)
- كين راي على موقع إي إس بي إن.كوم (أم.أل.بي) (الإنجليزية)
- كين راي على موقع مشجعي الرسوم البيانية (الإنجليزية)